# William Clingan
William Clingan (* um 1721 bei Wagontown, Chester County, Province of Pennsylvania; † 9. Mai 1790) war ein US-amerikanischer Richter und Politiker.
Clingan war von 1757 bis 1786 Friedensrichter im Chester County. Ferner war er von 1777 bis 1779 ein Delegierter im Kontinentalkongress für Pennsylvania. In dieser Zeit unterzeichnete er 1778 die Konföderationsartikel. Danach war er von 1780 bis 1786 Präsident des Gerichtshofs im Chester County. Er starb 1790 und wurde dann auf dem Upper Octorara Burial Grounds im Chester County beigesetzt.